# .bond
.bond là một tên miền cấp cao nhất dùng chung (gTLD) trong Hệ thống Tên miền của Internet. Mặc dù lần đầu tiên được ủy quyền chính thức cho Bond University Limited vào ngày 23 tháng 3 năm 2015, nó hiện thuộc sở hữu của ShortDot SA. Nó được chuyển sang ShortDot SA vào ngày 20 tháng 9 năm 2019.

## Sử dụng
Nhà tài trợ cho tên miền dự định để gTLD được sử dụng bởi các cá nhân và doanh nghiệp trong ngành tài chính.